# Marija Filatova
Marija Evgen'evna Filatova (in russo Мария Евгеньевна Филатова?; tr. en.: Mariya Yevgenyevna Filatova; Leninsk-Kuzneckij, 19 luglio 1961) è un'ex ginnasta sovietica, vincitrice di tre medaglie olimpiche.

## Carriera
Ha iniziato a competere per la nazionale sovietica dal 1974, approdando nelle competizioni internazionali due anni più tardi. Fu chiamata come riserva per i Giochi olimpici di Montréal 1976 e grazie al parere positivo del palazzetto fu parte della squadra ufficiale. Vinse la medaglia d'oro con la squadra e si classificò nona nelle qualifiche. Non poté accedere al concorso completo né alle altre finali di attrezzo, nonostante l'alto punteggio, risultando la quarta delle atlete sovietiche, in quanto solo un massimo di tre ginnaste per nazione possono accedere alla seconda fase. Nel quadriennio a seguire,
grazie al ritiro di molte ginnaste di alto livello, Filatova emerse come una delle testa di punta della squadra sovietica. Di fatto, alle Olimpiadi di Mosca 1980 fu una delle artefici della vittoria della squadra nazionale e partecipò a più finali, conquistando il bronzo alle parallele.
In seguito al suo ritiro, nel 1982, lavorò per alcuni anni con il British Gymnastics, a Belfast, prima di trasferirsi negli Stati Uniti.

## Palmarès
| Anno | Manifestazione  | Sede              | Evento             | Risultato | Prestazione | Note |
| ---- | --------------- | ----------------- | ------------------ | --------- | ----------- | ---- |
| 1976 | Giochi olimpici | Montréal          | Concorso a squadre | Oro       | 390.35      |      |
| 1977 | Europei         | Praga             | Trave              | Bronzo    | -           |      |
| 1977 | Europei         | Praga             | Corpo libero       | Oro       | -           |      |
| 1978 | Mondiali        | Strasburgo        | Concorso a squadre | Oro       | 388.750     |      |
| 1979 | Mondiali        | Fort Worth        | Concorso a squadre | Argento   | 388.925     |      |
| 1979 | Universiade     | Città del Messico | Concorso a squadre | Oro       | -           |      |
| 1979 | Universiade     | Città del Messico | Volteggio          | Oro       | -           |      |
| 1979 | Universiade     | Città del Messico | Parallele          | Oro       | -           |      |
| 1979 | Universiade     | Città del Messico | Corpo libero       | Oro       | -           |      |
| 1979 | Universiade     | Città del Messico | Concorso completo  | Argento   | -           |      |
| 1980 | Giochi olimpici | Mosca             | Concorso a squadre | Oro       | 394.900     |      |
| 1980 | Giochi olimpici | Mosca             | Parallele          | Bronzo    | 19.775      |      |
| 1981 | Mondiali        | Mosca             | Concorso a squadre | Oro       | 389.300     |      |
| 1981 | Mondiali        | Mosca             | Concorso completo  | Argento   | 78.075      |      |
| 1981 | Universiade     | Bucarest          | Concorso a squadre | Argento   | -           |      |

## Coppe e meeting internazionali
1977
- Oro in Coppa del Mondo ( Oviedo), concorso individuale
- Oro in Coppa del Mondo ( Oviedo), corpo libero
- Argento in Coppa del Mondo ( Oviedo), volteggio
- Argento in Coppa del Mondo ( Oviedo), parallele

1978
- Oro in Coppa del Mondo( San Paolo), concorso individuale
- Oro in Coppa del Mondo ( San Paolo), corpo libero

1980
- Argento in Coppa del Mondo( Toronto), trave